# Vaughan Metropolitan Centre (Toronto Subway)

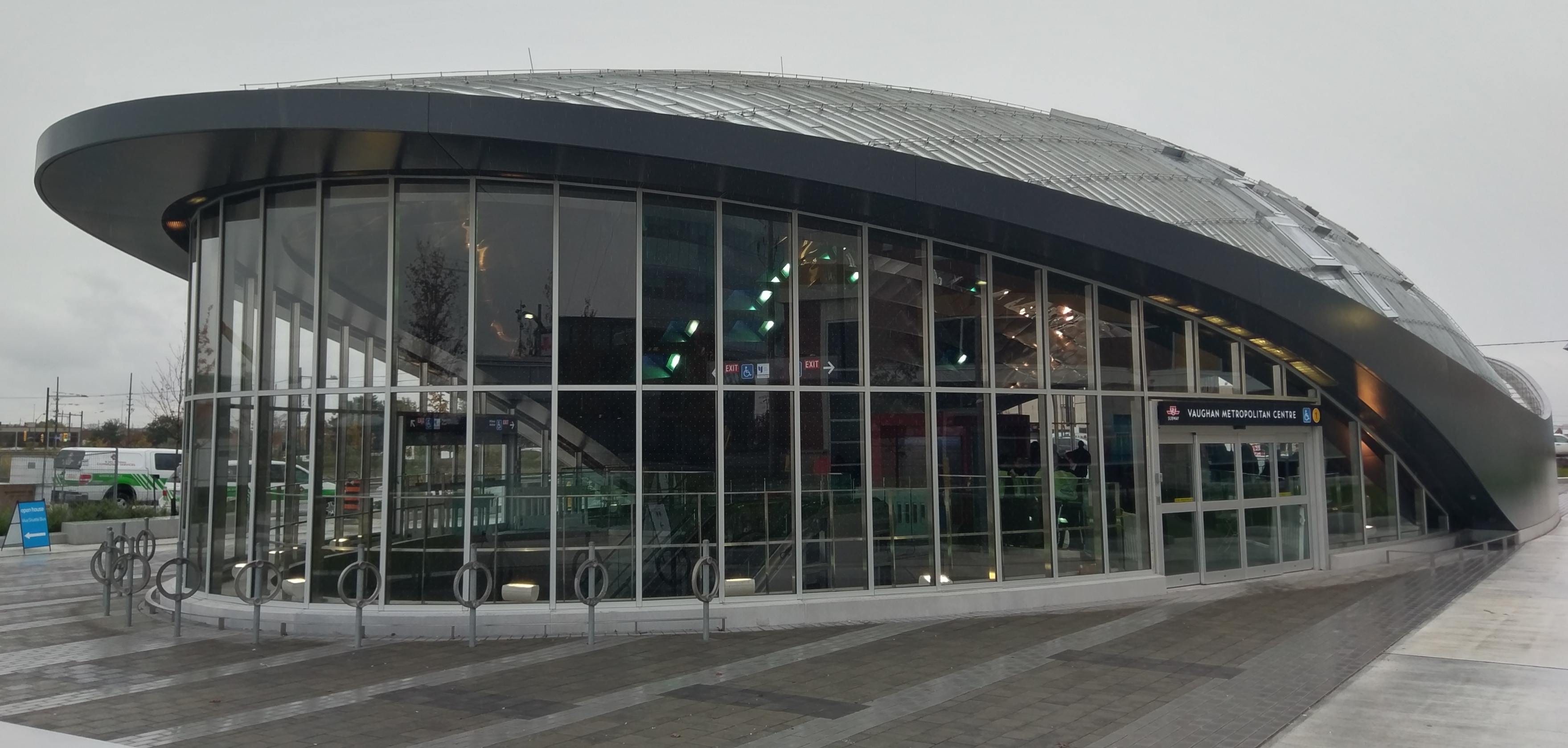
Stationsgebäude

Vaughan Metropolitan Centre ist eine unterirdische U-Bahn-Station in Vaughan (Ontario), einem nördlichen Vorort von Toronto. Sie liegt nahe der Kreuzung von Highway 7 und Jane Street. Hier befindet sich die nordwestliche Endstation der Yonge-University-Linie der Toronto Subway. Im Jahr 2018 wurde sie von 14.790 Fahrgästen genutzt.

## Station

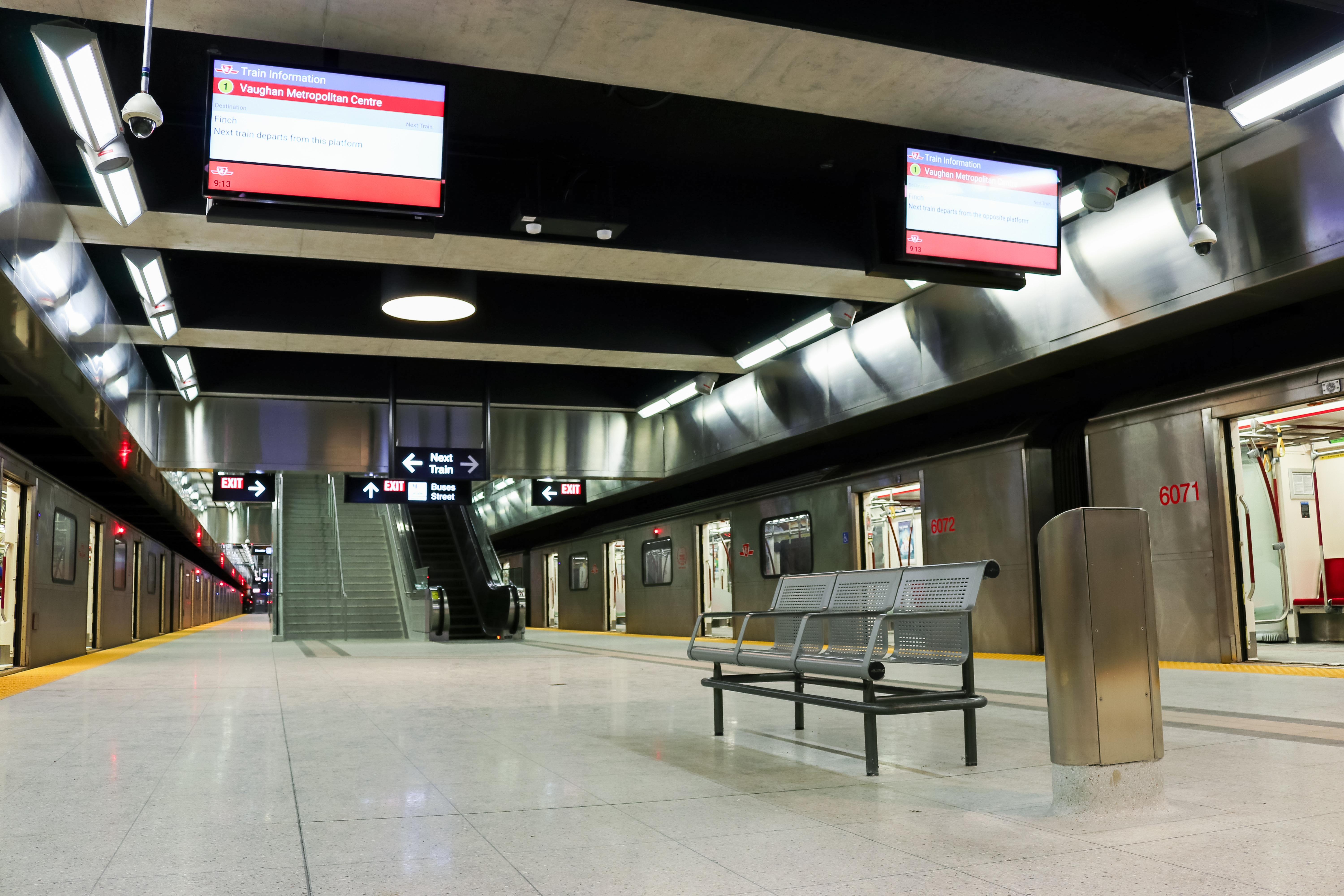
Bahnsteig

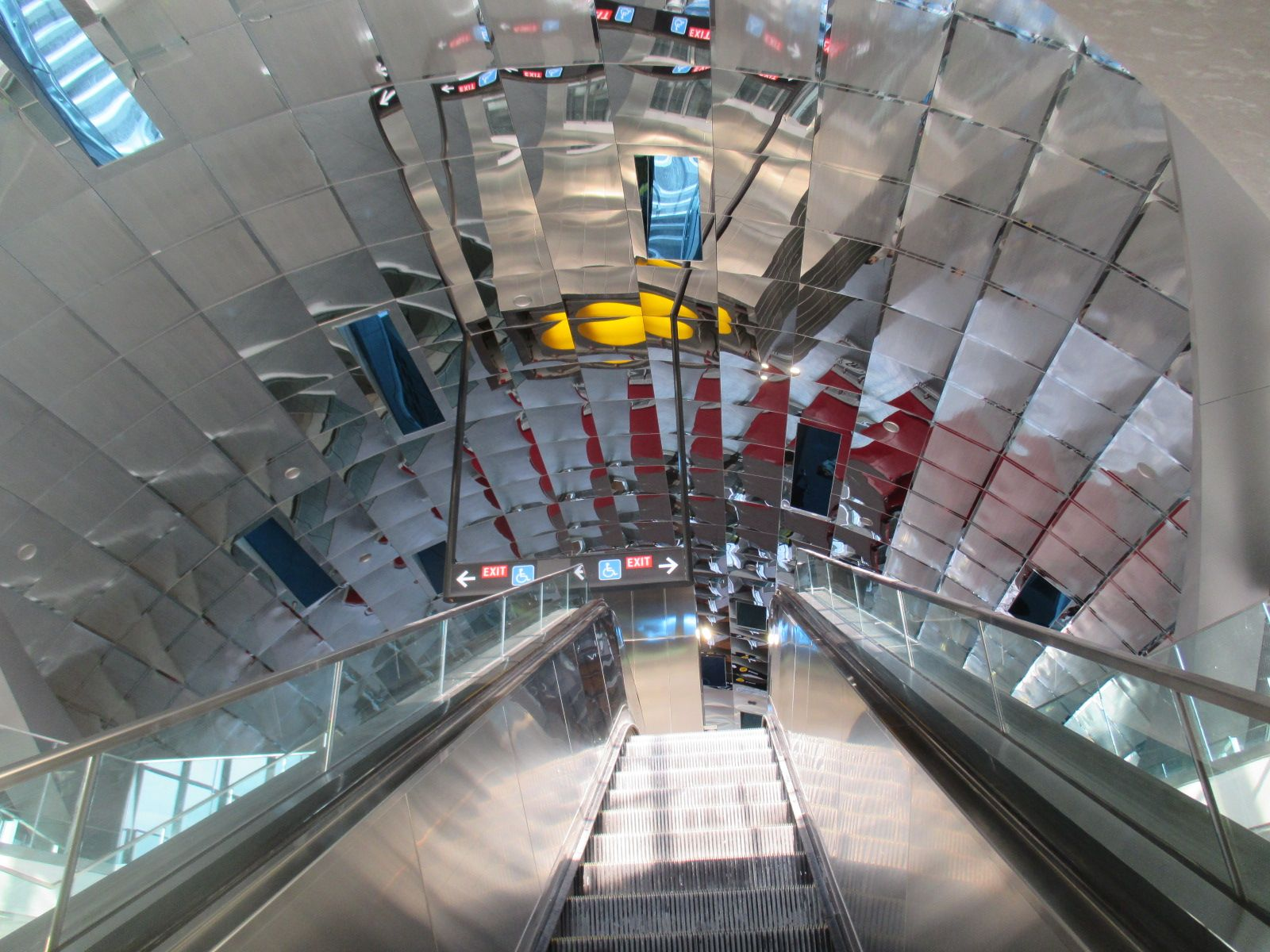
Atmospheric Lense

Die von Arup und Grimshaw Architects im postmodernen Stil entworfene Station ist von Süden nach Norden ausgerichtet. Von außen sichtbar ist einzig eine große eiförmige Kuppel. Vier in Form eines X angelegte Eingänge führen ins Innere. Die runde, gläserne Vorhangfassade lässt das Tageslicht zur Verteilerebene und zur Bahnsteigebene durchscheinen. Für die künstlerische Gestaltung der Station war das Paul Raff Studio zuständig. Deren Werk Atmospheric Lense ziert die Wände der zentralen Kuppel und besteht aus verschiedenfarbigen Spiegeln, die das Sonnenlicht auf vielfältige Weise reflektieren. Die Züge halten an einem breiten Mittelbahnsteig, südlich davon befindet sich ein Gleiswechsel. Im Norden enden die Gleise etwa 150 Meter hinter dem Stationsende, sodass dort nachts zwei Züge abgestellt werden können. Auch eine weitere Verlängerung der Strecke ist möglich.
Nördlich der Subway-Station entstand der Busbahnhof SmartCentres Place. Er umfasst die Haltestellen für zwei Buslinien des Verkehrsunternehmens York Region Transit (YRT) und wurde am 3. November 2019 eröffnet. Nicht diesen Busbahnhof nutzen die beiden BRT-Linien von YRT und Brampton Transit. Sie befahren stattdessen den Highway 7 Rapidway, der direkt durch die Subway-Station führt; die Haltestellen befinden sich oberhalb der Verteilerebene und sind über Rolltreppen und Aufzüge erreichbar.

## Geschichte
Der offizielle Spatenstich für die Verlängerung der Yonge-University-Linie fand am 27. November 2009 statt. Die eigentlichen Tunnelbohrarbeiten begannen im Juni 2011. Die Station Vaughan Metropolitan Centre wurde am 17. Dezember 2017 eröffnet.
Während der Planungsphase trug die Station den Namen Vaughan Corporate Centre. Im September 2010 schlug eine Kommission der Toronto Transit Commission den Namen Vaughan Centre vor, ohne jedoch Rücksprache mit den Stadtbehörden von Vaughan zu halten. Diese bevorzugten den Namen Vaughan Metropolitan Centre und konnten sich im Februar 2012 mit ihrem Vorschlag durchsetzen.
Das Gebiet rund um die Subway-Endstation ist heute eine Gewerbezone von geringer Dichte, die von einigen Einkaufszentren und weitläufigen Brachflächen geprägt ist. Die Stadt Vaughan will diese Gegend zu einem neuen, hoch verdichteten Stadtzentrum entwickeln, das im Jahr 2031 rund 25.000 Einwohner und 11.000 Arbeitsplätze zählen soll.